# مارتا ماسکارلو
مارتا ماسکارلو (انگلیسی: Marta Mascarello؛ زادهٔ ۱۵ اکتبر ۱۹۹۸) بازیکن فوتبال اهل ایتالیا است.
وی همچنین در تیم‌های ملی فوتبال زنان ایتالیا، و زنان ایتالیا، و زنان ایتالیا، و زنان ایتالیا، بازی کرده‌است.